# Pierres dorées

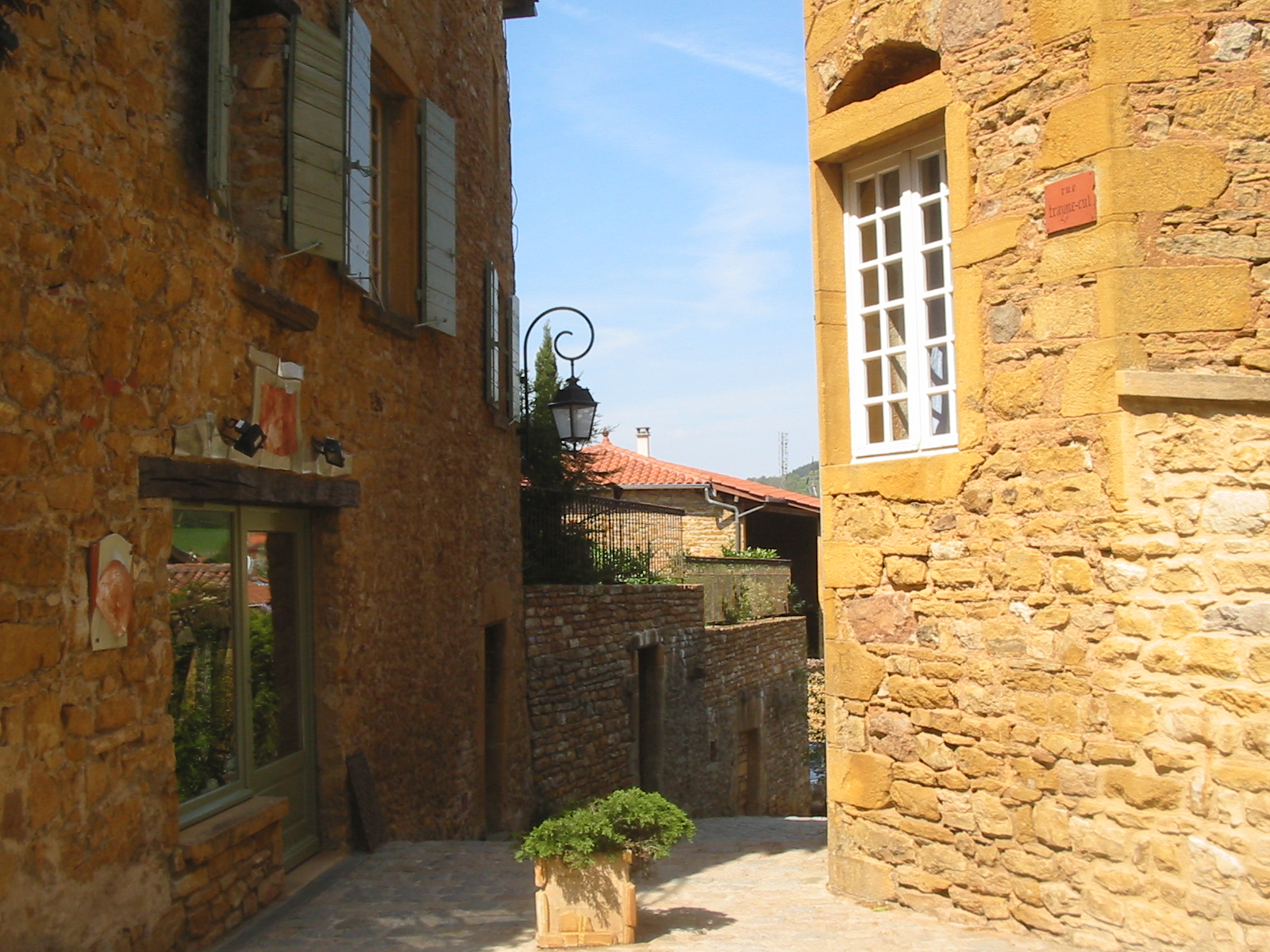
Ruelle entourée de bâtiments en pierres dorées (Oingt, Beaujolais, Rhône).

Les pierres dorées, appelées aussi pierre de Couzon sont des calcaires très largement exploités pour la construction dans une zone au nord-ouest de Lyon (France) appelée « Pays des Pierres Dorées », mais aussi dans les Monts d'Or et dans le Beaujolais.
Il s'agit de calcaires à entroques de l'aalénien, teintés par des oxydes de fer. Les entroques, débris de crinoïdes, présentent des facettes qui réfléchissent la lumière.

## Le «Pays des pierres dorées»
Il rassemble une quarantaine de communes françaises. Dans chaque village, une carrière de pierres permettait de répondre aux besoins de construction locale. Avant 1914, certaines étaient si actives qu'elles fournissaient non seulement le Beaujolais, mais aussi le Lyonnais et jusqu'à la Suisse. 
Aujourd'hui,  toutes les carrières sont abandonnées  Jarnioux, Ville-sur-Jarnioux, Marcy... Celle de Saint-Jean-des-Vignes a donné naissance au site de Pierres Folles, espace de découverte géologique et œnologique ouvert toute l'année au public. Une carrière a été rouverte en 2009 à Theizé, au hameau dit de Bonave, par un tailleur de pierres, Fabrice Molina.
La Société Lafarge exploite ce calcaire à Belmont-Charnay-Saint-Jean-des-Vignes pour la fabrication du ciment.

### Liste des communes du pays des Pierres Dorées
(entre parenthèses, site remarquable)
- Alix
- Ambérieux d'Azergues
- Anse
- Bagnols (Château)
- Belmont-d'Azergues
- Le Bois-d'Oingt
- Le Breuil
- Bully
- Chamelet
- Charnay
- Châtillon
- Chazay d'Azergues
- Chessy-les-Mines
- Cogny
- Denicé
- Frontenas
- Jarnioux
- Lacenas
- Lachassagne
- Légny
- Létra
- Liergues
- Lozanne
- Lucenay
- Marcy
- Moiré
- Montmelas-Saint-Sorlin (Château médiéval)
- Morancé
- Oingt (Bourg)
- Pommiers
- Pouilly-le-Monial
- Rivolet
- Saint-Cyr-le-Chatoux
- Saint-Germain-sur-l'Arbresle
- Saint-Jean-des-Vignes
- Saint-Laurent-d'Oingt
- Sainte-Paule
- Saint-Romain-de-Popey
- Saint-Vérand
- Sarcey
- Ternand
- Theizé
- Ville-sur-Jarnioux (circuit des cadoles de Collonge)